# Dennis Bridger
Dennis Bridger è un personaggio televisivo co-protagonista della miniserie televisiva britannica del 1961 A for Andromeda, dei remake e del romanzo da essa tratto, scritto da Fred Hoyle e John Elliot.

## Storia
Dennis Bridger è un ingegnere britannico, che collabora con il fisico John Fleming, suo compagno di università, alla costruzione di un nuovo radiotelescopio, ed il progetto si svolge sotto la supervisione del professor Ernest Reinhart, direttore dell'osservatorio di Bouldershaw Fell.
Egli, diversamente dall'amico Fleming, non vive la sua professione con entusiasmo, cercando viceversa una possibilità di guadagno migliore in qualche industria privata, tanto da prevedere la sua uscita dal progetto, una volta ultimato, immediatamente dopo l'inaugurazione. La sera prima tuttavia viene captato un segnale proveniente dalla galassia di Andromeda e Fleming intende analizzarlo: Bridger si dimostra scettico ma, dopo una notte passata ad ascoltarlo, entrambi concordano sulla necessità di rinviare l'inaugurazione per potere studiare in modo approfondito il fenomeno, sollevando perplessità nei militari, ansiosi di utilizzare il nuovo radiotelescopio per controllare gli oggetti in orbita intorno alla Terra, ed il generale Vandenberg ne contesta l'affidabilità, sottolineando la sua passata adesione Partito Comunista di Gran Bretagna, venendo tuttavia rassicurato dal Sottosegretario J. M. Osborne e dal Ministro della scienze Charles Robert Ratcliff.
La divulgazione della notizia del messaggio proveniente dallo spazio alla stampa getta nell'imbarazzo il Governo britannico e Dennis viene ingiustamente accusato da Judy Adamson, nuova addetta stampa ma in realtà agente del servizio segreto britannico, di esserne il responsabile. La divulgazione della notizia tuttavia non è il problema più grave che la giovane agente deve affrontare, poiché vi è anche una costante fuga di notizie e, dopo un'opera di pedinamento compiuta da lei e dall'altro agente Harries, viene identificato proprio in Dennis colui che informa Barnett, un dirigente della "Intel", un trust fuori legge che intende impadronirsi delle scoperte scientifiche dell'osservatorio per sfruttarle commercialmente.
Dennis intende comunque uscire dal progetto ma viene persuaso da Barnett a rimanere nell'équipe che si trasferirà alla base missilistica di Thorness per realizzare quanto contenuto nel messaggio, ossia il progetto di un "super calcolatore", un computer capace di lavorare a altissima velocità e ad elaborare enormi quantità di dati, ed un programma da immettervi una volta costruito, ma il suo turbamento non sfugge all'amico Fleming, il quale comprende che qualcosa in lui sta cambiando, cercando di offrirgli conforto, senza tuttavia ricevere risposta.
La definitiva conferma della responsabilità di Dennis nella fuga di notizie avviene quando Judy scopre il suo thermos, dove sono contenuti i documenti sugli ultimi dati, in particolare quelli rilevati dalla dottoressa Madeleine Dawnay, una famosa biologa convocata da Reinhart per studiare le nuove informazioni fornite dal calcolatore, ed il reperimento avviene in una grotta sita su di un'isola dove egli si reca quotidianamente con il pretesto di osservare gli uccelli marini. Judy informa il colonnello Geers, comandante della base, il quale dispone il suo arresto al rientro dall'isola ma, prima che questo possa avvenire, viene ucciso con un colpo di fucile da Egon, un sicario di Barnett, allo scopo di impedire il coinvolgimento del suo capo.

## Adattamenti e sequel
Il romanzo e lo sceneggiato televisivo britannico, dove Dennis Bridger è interpretato da Frank Windsor, sono stati seguiti dal sequel britannico The Andromeda Breakthrough, dove il personaggio non compare, e dallo sceneggiato televisivo italiano del 1972 A come Andromeda, per la regia di Vittorio Cottafavi, dove Dennis Bridger è interpretato da Mario Piave, mentre nel 2006 è stato realizzato il film tv britannico A for Andromeda, diretto da John Strickland, dove questi è interpretato da Charlie Cox.